# Galato de metilo
Galato de metilo es un compuesto fenólico encontrado en Terminalia myriocarpa y Geranium niveum. También se encuentra en el vino.
Es el metil éster de ácido gálico.